# Michiel de Sterke
Michiel de Sterke (circa 1951) is een Nederlands violist in ruste.
Hij groeide op in een gezin waarvan moeder Jetty van Staveren hoofddocent piano was aan het Hilversums Conservatorium, en vader Willem Harold de Sterke solo-cellist in het Radio Kamer Filharmonie en Radio Filharmonisch Orkest. Violiste Marjolein de Sterke is zijn zus.

## Musicus
Vanaf zijn zevende jaar kreeg hij vioolles van Oswald Kuhn, ook de latere leraar van zijn zuster. Al tijdens zijn middelbare school (Gemeentelijk Gymnasium (Hilversum)) koos hij voor de muziek. Hij startte een studie bij Theo Olof aan het Haags Conservatorium. Hij nam ook meteen zitting in het Omroeporkest. Een andere bijdrage in zijn loopbaan kwam van Joseph Calvet in Nice. Toen kwam zijn militaire dienstplicht, die hij doorbracht aan het Hilversums Studiecentrum voor Militair Leiderschap, een studie die tot niets leidde.
Vervolgens nam hij les bij Isidor Lateiner en nam zitting in het Noordhollands Philharmonisch Orkest, niet alleen als violist, maar ook als tweede concertmeester. In 1974 solliciteerde hij naar dezelfde functie bij het Frysk Orkest; bij zijn proefspel werd hij begeleid door zijn echtgenote Kathy de Graaf, een pianiste opgeleid door onder meer Daisy Guth. Hij werd verkozen en verhuisde van Bloemendaal naar Goutum en nam wederom les, nu bij Herman Krebbers. Hij bleef langdurig bij het Frysk orkest en maakte de fusie mee met het Noordelijk Filharmonisch Orkest (NFO) tot het Noord Nederlands Orkest, alwaar hij ook concertmeester werd. Hij bleef daar violist spelen tot in de jaren tien van de 21e eeuw. Hij bleef nog lange tijd in Goutum wonen, maar verhuisde rond 2003 naar Paterswolde.

## Alternatieve loopbanen
In 1980 startte De Sterke een opleiding binnen de psychologie; een studie in Amsterdam, afgerond in 1983 leidde tot een praktijk als hypnotherapeut vanuit Goutum. In zijn laatste jaren bij het orkest stapte De Sterke de politiek in voor 50PLUS, waarvoor hij zitting nam in het bestuur van Waterschap Noorderzijlvest. die partij liet hij in 2021 los ten faveure van Betaalbaar Water.